# André Lagache
André Lagache (ur. 21 stycznia 1885 roku w Pantin, zm. 2 października 1938 roku w Satory) – francuski kierowca wyścigowy.

## Kariera
W swojej karierze wyścigowej Lagache poświęcił się startom w wyścigach Grand Prix oraz w wyścigach samochodów sportowych. W latach 1923-1925 Francuz dołączył do stawki 24-godzinnego wyścigu Le Mans. Wraz z René Léonardem zasłynął jako pierwszy zwycięzca tego długodystansowego wyścigu w 1923 startując samochodem klasy 3 Chenard & Walcker. W kolejnych dwóch sezonach Lagache nie osiągał linii mety. W 1925 roku odniósł zwycięstwo w innym wyścigu 24-godzinnym - na torze Circuit de Spa-Francorchamps. W wyścigach Grand Prix Francuz startował głównie we Francji, gdzie w latach 1925-1926 odnosił zwycięstwa w Coupe Georges Boillot. 